# Arthur Zang
Pour les articles homonymes, voir Zang.
Arthur Zang, né à Mbankomo le 26 novembre 1987, est un ingénieur et informaticien camerounais. Il est également le créateur du CardioPad et le PDG de Himore Medical equipements.

## Biographie
En 2004, Il obtient une licence d'informatique à l'université de Yaoundé. Ensuite, il fait des études d'informatique à l'école nationale supérieure polytechnique (université de Yaoundé) et obtient un diplôme d'ingénieur en informatique, conception et génie logiciel en 2010. Lors d'un stage d'étude dans un service de cardiologie, il a l'idée de créer un logiciel capable de reproduire sur une tablette informatique un électrocardiogramme, dans la perspective de le rendre accessible, via internet, à un cardiologue capable d'analyser à distance les données enregistrées. Il suit des cours en électronique en ligne pour fabriquer sa tablette. Par la suite, il fonde l'entreprise Himore Medical Equipments.
Il obtient plusieurs bourses ou prix pour mettre au point ce logiciel diffusé sous le nom de « CardioPad », notamment d'institutions internationales ou du président de la république camerounaise, et il fait également appel à des financements participatifs, ces apports financiers lui ayant permis de lancer la fabrication de ces tablettes.